# Colisión aérea en Río de Janeiro de 1960
La colisión en el aire de Río de Janeiro de 1960 fue una colisión aérea entre dos aviones sobre Río de Janeiro, Brasil, el 25 de febrero de 1960. Un Douglas R6D-1 (DC-6A) (BuNo 131582) de la Armada de los Estados Unidos que volaba desde Buenos Aires-Ezeiza a Río de Janeiro-Base Aérea de Galeão chocó sobre la Bahía de Guanabara, cerca del Pan de Azúcar, con un DC-3 de Real Transportes Aéreos , matrícula PP-AXD, que operaba el vuelo 751 de Campos dos Goytacazes al Aeropuerto Río de Janeiro-Santos Dumont. El accidente se produjo a las 16:10 hora local a una altitud de 1.600 metros (5.249 pies).
El avión de la Armada de los Estados Unidos transportaba a miembros de la Banda de la Armada de los Estados Unidos a Brasil para actuar en una recepción diplomática a la que asistió el presidente de los Estados Unidos, Dwight D. Eisenhower. De los 38 ocupantes del avión estadounidense, 3 sobrevivieron. Los 26 pasajeros y la tripulación del avión brasileño murieron. Las causas probables del accidente son controvertidas, pero incluyen errores humanos, tanto aéreos como terrestres, y equipos defectuosos.